# Aeropuerto Orestes Acosta
El Aeropuerto Orestes Acosta (IATA: MOA, OACI: MUMO) es un aeropuerto regional que sirve a la ciudad de Moa, municipio de la provincia de Holguín, ubicada en el oriente de Cuba. Gestionado por ECASA (Empresa Cubana de Aeropuertos y Servicios Aeroportuarios), es de propiedad estatal. Se trata de una instalación civil destinada a operaciones domésticas y de corta distancia, sin grandes medios para el tráfico internacional.

## Ubicación
El aeropuerto está situado en las inmediaciones de Moa, una ciudad industrial que forma parte del municipio homónimo en la provincia de Holguín. Sus coordenadas geográficas son 20°39′14″ N, 74°55′20″ O (20.65389 N, –74.92222 O), con una elevación aproximada de 5 m (16 ft) sobre el nivel del mar. Pertenece al huso horario UTC–5 (hora estándar de Cuba). Queda relativamente cerca de otros aeropuertos regionales como el aeropuerto Gustavo Rizo, en Baracoa, a unos 54 km, y el Aeropuerto Internacional Frank País, en la ciudad de Holguín, a unos 146 km.

## Historia y contexto regional
Moa es una de las ciudades más jóvenes de Cuba, fundada en 1939, ubicada en una zona de gran riqueza mineral e industrial. El aeropuerto surge como infraestructura estratégica para conectar esta planta industrial con el resto del país. No obstante, los detalles históricos específicos sobre su inauguración o desarrollo a través del tiempo no están ampliamente documentados en fuentes disponibles públicamente.

## Características e infraestructuras
- Pista de aterrizaje: tiene una sola pista designada 07/25, de 1 860 m × 30 m, de superficie asfaltada. Algunos informes técnicos la describen también como de betún compactado o similar.[2]
- Elevación: se encuentra a 5 m (16 ft) sobre el nivel del mar.
- Instalaciones de seguridad y frecuencia de operaciones: la torre de control opera en español, con frecuencias como A/G en 340.7 kHz y TWR en 123.4 MHz.
- Terminal: el aeropuerto cuenta con una terminal de dos niveles con instalaciones administrativas, sala de llegadas y salidas, control de torre, oficina de venta de boletos, salón de carga, rampas para aeronaves, así como facilidades para atención a personas con discapacidad, servicios médicos, despacho de carga y correo aéreo. La capacidad estimada es de 70 pasajeros por hora.[5]
- Iluminación y operación: algunos reportes (como en foros de simulación) mencionan que la pista puede carecer de iluminación para vuelos nocturnos, limitando operaciones a horas diurnas. Sin embargo, esta información no está confirmada oficialmente.

## Conectividad y operaciones
Moa está situada en una región de destacada infraestructura industrial, y su aeropuerto, aunque modesto, constituye un punto clave de conexión con importantes centros urbanos como Holguín o La Habana. Sin embargo, al igual que otros aeropuertos municipales de Cuba, enfrenta limitaciones derivadas de la situación económica actual, lo que restringe su modernización y pleno aprovechamiento.

## Aeropuertos cercanos
- Aeropuerto Gustavo Rizo de Baracoa - BCA  (54 km)
- Aeropuerto Mariana Grajales de Guantánamo - GAO (67 km)
- Aeropuerto Internacional Antonio Maceo de Santiago de Cuba - SCU (120 km)
- Aeropuerto Internacional Frank País de Holguín - HOG (145 km)
- Aeropuerto Carlos Manuel de Céspedes de Bayamo - BYM (178 km)
- Aeropuerto Internacional Sierra Maestra de Manzanillo - MZO (229 km)